# Condado de Marion (Kansas)
El condado de Marion (en inglés: Marion County), fundado en 1855, es uno de 105 condados del estado estadounidense de Kansas. En el año 2005, el condado tenía una población de 10,405 habitantes y una densidad poblacional de 4.5 personas por km². La sede del condado es Marion. El condado recibe su nombre en honor a Francis Marion.

## Geografía
Según la Oficina del Censo, el condado tiene un área total de 2470 km² (953,7 mi²), de la cual 2443 km² (943,2 mi²) es tierra y 3 km² (1,158301158301 mi²) (1.09%) es agua.

### Condados adyacentes
- Condado de Dickinson (norte)
- Condado de Morris (noreste)
- Condado de Chase (este)
- Condado de Butler (sureste)
- Condado de Harvey (suroeste)
- Condado de McPherson (oeste)
- Condado de Saline (noroeste)

## Demografía
Según la Oficina del Censo en 2000, los ingresos medios por hogar en el condado eran de $34,500, y los ingresos medios por familia eran $41,386. Los hombres tenían unos ingresos medios de $30,236 frente a los $21,119 para las mujeres. La renta per cápita para el condado era de $16,100. Alrededor del 8.30% de la población estaban por debajo del umbral de pobreza.

## Transporte

### Autopistas principales
- U.S. Route 56
- U.S. Route 77
- Ruta Estatal de Kansas 15
- Ruta Estatal de Kansas 150

## Localidades
Población estimada en 2004;
- Hillsboro, 2,750
- Marion, 2,010
- Peabody, 1,321
- Florence, 655
- Goessel, 548
- Burns, 271
- Lincolnville, 220
- Lehigh, 210
- Tampa, 144
- Durham, 111
- Ramona, 92
- Lost Springs, 69

### Áreas no incorporadas
- Antelope
- Aulne
- Canada
- Eastshore
- Pilsen

### Municipios
El condado de Marion está dividido entre 24 municipios. El condado no tiene a Florence, Hillsboro y Marion como ciudades independientes a nivel de gobierno, y todos los datos de población para el censo e las ciudades son incluidas en el municipio.

## Educación

### Distritos escolares
- Centre USD 397
- Peabody-Burns USD 398
- Marion USD 408
- Hillsboro, Lehigh, Durham USD 410
- Goessel USD 411